# Mycomya paupercula
Mycomya paupercula är en tvåvingeart som beskrevs av Coher 1959. Mycomya paupercula ingår i släktet Mycomya och familjen svampmyggor. Inga underarter finns listade i Catalogue of Life.